# Ivo Pukanić
Ivo Pukanić (Zagreb, 21 de janeiro de 1961 - Zagreb, 23 de outubro de 2008) foi um jornalista croata. Ele era mais conhecido como editor-chefe do outrora influente semanário político croata Nacional. Em 2008, Pukanić foi assassinado por membros de grupos do crime organizado da Croácia e da Sérvia.

## Assassinato
Pukanić foi assassinado em 23 de outubro de 2008, às 18h10, horário local, por uma bomba plantada em uma motocicleta estacionada ao lado de seu Lexus LS600hL no centro de Zagreb, capital da Croácia. Ele foi morto ao lado de Niko Franjić, gerente de marketing do Nacional. O incidente aconteceu na rua Stara Vlaška, apenas dois quarteirões a leste da Praça Ban Jelačić, a praça central de Zagreb. Foi capturado pela CFTV, com a filmagem mostrando a explosão momentos antes de Pukanić e Franjić entrarem no veículo.
O repórter nacional Plamenko Cvitić foi o primeiro repórter a chegar ao local. A polícia bloqueou imediatamente o tráfego em torno do local do assassinato, causando enormes engarrafamentos em todo o centro da cidade. primeiro-ministro Ivo Sanader recusou uma proposta para entrar em estado de emergência.
Oito pessoas, suspeitas de ter ligações com grupos do crime organizado, foram indiciadas. Seis foram posteriormente condenados pelo assassinato de Pukanić com penas de prisão que variam de 15 a 40 anos.